# Благотворительный фонд Елены и Геннадия Тимченко
Благотворительный фонд Елены и Геннадия Тимченко (сокращенно «Фонд Тимченко», до сентября 2013 года назывался Благотворительным фондом «Ладога») — благотворительная организация, основанная в конце 2010 года Еленой и Геннадием Тимченко. Стратегические программы фонда: «Старшее поколение», «Спорт», «Семья и дети», «Культура» — представляют четыре основные направления семейной благотворительности, содействуя благополучию целевых групп в российских регионах, с особым вниманием к небольшим городам и сёлам.
По рейтингу российских филантропов Forbes, является лучшим частным благотворительным фондом России в 2019 и 2020 годах. В 2018 году объём расходов на программную деятельность составил 794 млн рублей.
Является участником ассоциации Форум Доноров.
Председатель Наблюдательного совета — дочь учредителей Фонда Тимченко, Ксения Франк, член Совета при Президенте Российской Федерации по реализации государственной политики в сфере защиты семьи и детей.
Должность генерального директора фонда занимает Мария Морозова, член Совета при Правительстве Российской Федерации по вопросам попечительства в социальной сфере, член Общественного совета при Министерстве труда и социальной защиты Российской Федерации, член объединённого экспертного совета Фонда президентских грантов, член экспертного совета Агентства стратегических инициатив по продвижению новых проектов.

## Программы фонда
В рамках фонда действуют 4 стратегических благотворительных направления поддержки:
- Старшее поколение — благотворительная программа, направленная на содействие активному долголетию жителей России и повышение качества жизни людей пожилого возраста.
- Конкурс региональных грантов «Активное поколение»[12]. «Активное поколение» проводится с 2011 года НКО, которые выступают региональными операторами конкурса. За 8 лет поддержано более 1200 проектов[13].
- Национальная конференция «Общество для всех возрастов» — проводится ежегодно с 2012 года[14]. Конференция проводится совместно с Российским геронтологическим научно-клиническим центром ФГБОУ ВО «Российский национальный исследовательский медицинский университет имени Н. И. Пирогова» Минздрава России.
- Развитие гериатрии
- Образовательные проекты в рамках развития системы долговременного ухода[15].
- Горячая линия социально-бытовой помощи пожилым людям[16].

### Спорт
- Программа «Добрый лёд» состоит из турниров, конкурсов для тренеров и дворовых команд, а также обучающих программ для детских тренеров. Реализуется совместно с Национальным государственным Университетом физической культуры, спорта и здоровья имени Петра Францевича Лесгафта, НОУ «Академия хоккея», ХК СКА и региональными отделениями Федерации хоккея[17]. Программа началась в конце 2012 года.
- Программа «Шахматы в музеях»[18]. Одним из авторов и инициаторов программы, совместно с Геннадием Тимченко, является Андрей Филатов.
- Программа «Шахматы в школе».
- Международный российско-китайский шахматный турнир «Матч дружбы»[19][20].
- Фонд Тимченко является партнером Федерации следж-хоккея России с 2013 года[21].

### Культура
- Поддержка «Фонда Темирканова»[22].
- Конкурс «Культурная мозаика малых городов и сёл»[23][24].
- Фонд Тимченко поддерживает восстановление Валаамского Спасо-Преображенского монастыря[25]. С 2013 года концертная и богослужебная деятельность хора осуществляется при поддержке Фонда Тимченко.
- Фестиваль «KINO. Фильмы из России и не только».

### Семья и дети
- Программа «Ребенок в семье»[26].
- Конкурс проектов «Семейный фарватер»[27].
- Издательская программа «В фокусе: ребенок-руководитель-специалист»[28].
- Всероссийский литературный конкурс дневников приёмных семей «Наши истории»[29].

## Достижения
Согласно данным отчёта о деятельности Фонда Тимченко, число гранто- и благополучателей фонда в 2013 году составило 927 физических лиц, 103 юридических лица и 42 семьи. По четырём программным направлениям фонда — «Старшее поколение», «Спорт», «Культура», «Семья и дети» — профинансирован 161 проект. Бюджет фонда в 2013 году составил 330,2 млн рублей, что в 2,2 раза превышает бюджет 2012 года.
В декабре 2014 года Фонд Тимченко был удостоен премии «Меценат года культуры» за программу поддержки культурных инициатив в малых населенных пунктах «Культурная мозаика малых городов и сёл». Церемония вручения премии прошла 23 декабря 2014 года в рамках первого Культурного форума регионов России.
2024 год: 2-е место в Рейтинге корпоративных и частных благотворительных НКО по версии рейтингового агентства РАЭКС Аналитика . Также можно посмотреть всю историю участия фонда в рейтингах RAEX.